# Маурисиньо (игрок в пляжный футбол)
Маурисио Перейра Браз де Оливейра (порт. Mauricio Pereira Braz de Oliveira; род. 9 декабря 1989, Рио-де-Жанейро), более известный как Маурисиньо, — бразильский игрок в пляжный футбол, нападающий. Выступает за сборную Бразилии. Чемпион мира по пляжному футболу 2017 года. В общей сложности участвовал в пяти чемпионатах мира (2015, 2017, 2019, 2021, 2024). По итогам 2017 года был назван лучшим игроком мира в пляжном футболе на церемонии вручения наград «Звёзды пляжного футбола» .

## Биография
Маурисиньо дебютировал в пляжном футболе в 2010 году, после того как его игру заметил Жуниор Неган на пляже Копакабана. Первой командой Маурисиньо стала «Васко да Гама».
Впервые его вызвали в сборную Бразилии в 2012 году. После прихода тренера Жилберто Коста Маурисиньо стал лидером команды. .В 2017 году его признали лучшим игроком в мире. Перед этим он получил награду «серебряный мяч» как второй лучший игрок чемпионата мира 2017 года на Багамах, где Маурисиньо оформил дубль в победном финальном матче против Таити . В общей сложности за 2017 год он забил 54 года в турнирах под эгидой Всемирной организации пляжного футбола.
Свой 100-й матч за футболке бразильской сборной он провёл на чемпионате мира 2019 года в игре против Омана (8:2).
На клубом уровне Маурисиньо в составе «Васко да Гама» и добился победы на Кубке Либертадорес. За рубежом игрок футболист играл за множество различных клубов Европы. В 2017 году он перешёл в португальскую «Брагу» с которой выиграл Кубок европейскийх чемпионов. В следующем году играл за российский «Кристалл». Бразилец помог команде выйти в финала Кубка европейских чемпионов, где в финале россияне встретились против бывшего клуба Маурисиньо — «Браги». В серии пенальти Маурисиньо не сумел реализовать решающий пенальти, что не позволило «Кристаллу» завоевать титул. Добиться победы в турнире вместе с клубом из Санкт-Петербурга ему удалось в 2020 году, когда «Кристалл» смог обыграть «Брагу» в финале.
После поражения бразильской сборной в 1/4 финала от Сенегала на чемпионате мира 2021 года Маурисиньо объявил о завершении выступлений за «жёлто-зелёных». Тем не менее в мае 2022 года он вернулся стан сборной после прихода тренера Марко Октавио.